# Essaïda (pel·lícula)
Essaïda (àrab: السيدة, As-sayyida) és una pel·lícula tunisiana dirigida el 1996 per Mohamed Zran. La pel·lícula aborda els temes de la marginació, la pobresa i el crim als carrers populars de Tunis.

## Argument
Famós pintor resident a Tunis, Amine, d'uns quaranta anys, està preparant una exposició però travessa una crisi creativa. Coneix Nidal, un adolescent delinqüent que demana per mantenir la seva família, i és colpejat pel seu pare alcohòlic i aturat.
Intrigat, Amine segueix Nidal fins a Essaïda, un popular barri de Tunis on viu el jove. Trasbalsat pel barri i els seus habitants, Amine decideix instal·lar-s'hi per començar la seva nova vida.

## Repartiment
- Hichem Rostom: Amine
- Chedli Bouziane: Nidal
- Fouzia Badr
- Khaled Ksouri
- Abdallah Mimoun
- Meriam Omar-Chen

## Distincions
- Rosa Camuna de Bronze au Bergamo Film Meeting de 1997 (Bèrgam)[1]

### Nominacions
- Nominació al Bayard d'Or a la millor pel·lícula de parla francesa al Festival international du film francophone de Namur 1996[2]

## Taquilla
A Tunísia, la pel·lícula va tenir molt d'èxit a nivell popular. Durant les dues primeres setmanes de l'estrena de la pel·lícula, els teatres Palace, Capitole i Ciné-Jamil a Tunis, l'Étoile i l'Atles a Sfax, el Majestic a Bizerte i el Nejma a Sussa va donar la benvinguda a més de 120.000 espectadors. La pel·lícula va romandre a la pantalla durant dos mesos després de la seva estrena abans de ser reprogramada a tres sales el maig de 1997. El nombre d'entrades s'estima en més de 500.000. Però Zran va ceclarar: 
| « | Mai sabré el nombre real. Les úniques xifres certes són les de les dues primeres setmanes. Les sales de cinema a Tunísia són privades i les seves entrades són incontrolables. També circulaven vídeos pirates amb les escenes d'amor que es tallaven perquè la pel·lícula es pogués veure en família. Vam denunciar-ho i es va aturar ràpidament. | » |

## Producció
Zran explica que, per a aquesta pel·lícula, «tot va començar amb una mirada feta des d'una finestra d'un edifici amb vistes a Essaïda».
De manera realista, la pel·lícula està formada per dues escenes d'amor, més atrevides que en anteriors pel·lícules tunisianes.

## Recepció crítica
A la ressenya original de L'Express, brilla l'aspecte realista, «negre i amarg» de la pel·lícula:
| « | Aquesta pel·lícula molt estètica contrasta amb la tradició del cinema clàssic tunisià. Lluny de te amb menta, youyous i tòpics, Mohamed Zran es basa en la paleta sensual, colorida i violenta del Magrib per representar la realitat social d'un país a la deriva, la desesperació de els joves i la pèrdua d'orientació de l'elit occidentalitzada. | » |

Hédi Khélil caracteritza la pel·lícula com a «sincera i commovedora».